# Caulophryne pietschi
Caulophryne pietschi is een straalvinnige vissensoort uit de familie van diepzeehengelvissen (Caulophrynidae). De wetenschappelijke naam van de soort is voor het eerst geldig gepubliceerd in 1985 door Balushkin & Fedorov.